# Renan dos Santos
Renan dos Santos, mais conhecido como Renan (Rio de Janeiro, 18 de maio de 1989), é um futebolista brasileiro que atua como goleiro. Atualmente está no Amazonas FC.

## Carreira

### Botafogo
Em 2007, Renan participou pelo Botafogo como titular nos torneios das categorias de base, como a Copa São Paulo de Futebol Júnior e o Campeonato Brasileiro de Futebol Sub-20. Suas boas atuações fizeram-no ser chamado para treinar junto dos profissionais ainda naquele ano e a integrar o elenco principal do clube em 2008.
Em sua primeira temporada, Renan não esperava ter chances e tudo levava a crer que ele seria o terceiro goleiro do time, mas a lesão de Lopes e as saídas de Marcos Leandro e Roger, anteciparam a sua estreia que acabou por ocorrer em 12 de janeiro de 2008, numa partida contra o Stabæk, da Noruega, pela Copa Peregrino, ao entrar no lugar do titular Juan Castillo.
Após ser titular em apenas dois jogos do Campeonato Carioca, Renan teve um novo desafio: com a lesão de Castillo na final da Taça Rio de 2008, o jovem goleiro recebeu a incumbência de proteger a meta alvinegra. Renan foi escalado como titular na partida contra a Portuguesa, válida pelas quartas de final da Copa do Brasil de 2008. Renan falhou no gol do time paulista que quase levou a partida para os pênaltis, mas o time reagiu e desempatou para 2 a 1. Após a falha, houve uma certa desconfiança sobre a sua capacidade para o primeiro jogo da decisão do Campeonato Carioca contra o Flamengo, mas Renan saiu-se muito bem na partida evitando um gol claro do adversário e muito preciso e seguro em todos os lances em que foi exigido.
Desde a chegada do goleiro Jefferson, foi o primeiro reserva da posição.
Em 11 de setembro de 2013, ele substituiu Jefferson, que estava na Seleção Brasileira, contra o Corinthians pelo Campeonato Brasileiro, completando 100 jogos pelo Botafogo.
Em 2015, no Campeonato Carioca, desde que Jefferson se contundiu, substituiu o camisa 1 e consagrou-se campeão da Taça Guanabara. Na semifinal do estadual, o Botafogo perdeu para o Fluminense por 2x1, mas venceu o segundo jogo pelo mesmo placar, levando a partida para os pênaltis. Renan defendeu a primeira e segunda cobrança, mas como sua equipe perdeu a cobrança inicial e a quinta, a disputa seguiu nas cobranças alternadas, até chegar a vez dos goleiros na décima-primeira batida. Diego Cavalieri chutou para fora, já Renan acertou e classificou seu time para a final do campeonato. Sua equipe foi vice-campeã da competição.

### Avaí
Em 2016, após não renovar contrato com o Botafogo, acertou com o Avaí. Com suas defesas, ganhou o apelido de "Muralha Avaiana", e se tornou um ídolo da torcida.
Em 10 de agosto de 2016, Renan deu uma entrevista dizendo que se não fosse goleiro seria jogador de vôlei.

### Ludogorets
Após não renovar seu contrato com o Avaí, no início de 2017 Renan assinou com o clube búlgaro Ludogorets Razgrad um contrato de 3 anos de duração, tendo assim sua primeira passagem no futebol do exterior.
No clube, venceu o Campeonato Búlgaro cinco vezes. Em 2021, deixou a equipe.

### Atlético Goianiense
No final de 2021, acertou com o Atlético Goianiense.

### Sport
Em 29 de novembro de 2022, Renan foi anunciado como o primeiro reforço do Sport para a temporada seguinte, assinando contrato até o final de 2024.
Renan atuou em 53 partidas e sofreu 40 gols pelo Sport. No final de 2023, acerta seu empréstimo para o Juventude.

### Juventude
Renan fechou contrato com o Juventude até o final de 2024. Ao todo, foram apenas duas aparições pela equipe gaúcha.

### Santos
Em 28 de agosto de 2024, acerta com o Santos com contrato válido até o fim da atual temporada, com possibilidade de renovação por mais um ano. Renan sofreu com edema na panturrilha esquerda e se despediu do Santos sem ao menos estrear pelo clube.

### Amazonas FC
Após a temporada 2024, ficou livre no mercado e acertou com o Amazonas FC.

## Títulos
Botafogo
- Copa Peregrino: 2008
- Taça Guanabara: 2009, 2010, 2013, 2015
- Taça Rio: 2008, 2010, 2012, 2013
- Campeonato Carioca: 2010, 2013
- Campeonato Brasileiro - Série B: 2015

Ludogorets Razgrad
- Campeonato Búlgaro:[10][11] 2016-17 , 2017-18, 2018-19, 2019-20, 2020-21
- Supercopa da Bulgária: 2018, 2019

Atlético Goianiense
- Campeonato Goiano: 2022[35]

Sport
- Campeonato Pernambucano: 2023

Santos
- Campeonato Brasileiro - Série B: 2024